# Messier 60
Messier 60 (auch als NGC 4649 bezeichnet) ist eine elliptische Galaxie im Sternbild Virgo. Sie ist schätzungsweise 54 Millionen Lichtjahre von der Milchstraße entfernt, hat einen Scheibendurchmesser von etwa 120.000 Lj und ist Mitglied des Virgo-Galaxienhaufens.
M60 wurde zusammen mit den benachbarten Galaxien M 58 und M 59 im Rahmen der Beobachtung des Kometen des Jahres 1779 entdeckt. Johann Gottfried Köhler entdeckte die Galaxie am 11. April, Barnaba Oriani entdeckte sie einen Tag später und Charles Messier schließlich vier Tage später unabhängig.
Die Galaxie ist im Virgo-Galaxienhaufen neben der massereichsten Galaxie M 87 und der hellsten Galaxie M 49 die dritte elliptische Riesengalaxie und Hauptgalaxie der Untergruppe Virgo-Haufen C. Diese Gruppe bildet den östlichsten Teil des Galaxienhaufens und M 60 selbst ist das östlichste Objekt des Virgo-Haufens im Messier-Katalog.
M60 hat einen Durchmesser von etwa 120.000 Lichtjahren und eine Masse von etwa 1 Billion Sonnenmassen. In der Hubble-Sequenz hat die Galaxie den Typ E2, ist also leicht abgeplattet. M 60 besitzt mit ca. 5.000 Kugelsternhaufen einen verhältnismäßig dicht bevölkerten Halo. Ein interessantes Detail auch schon im kleinen Fernrohr ist der nahe Begleiter NGC 4647, eine Spiralgalaxie. Man vermutete, dass beide Galaxien miteinander gravitativ wechselwirken, und fasste sie unter Arp 116 zusammen; neuere Untersuchungen belegen dies jedoch nicht.
Halton Arp gliederte seinen Katalog ungewöhnlicher Galaxien nach rein morphologischen Kriterien in Gruppen. Diese Galaxie gehört zu der Klasse Elliptischer Galaxien nahe bei Spiralgalaxien und diese störend (Arp-Katalog).

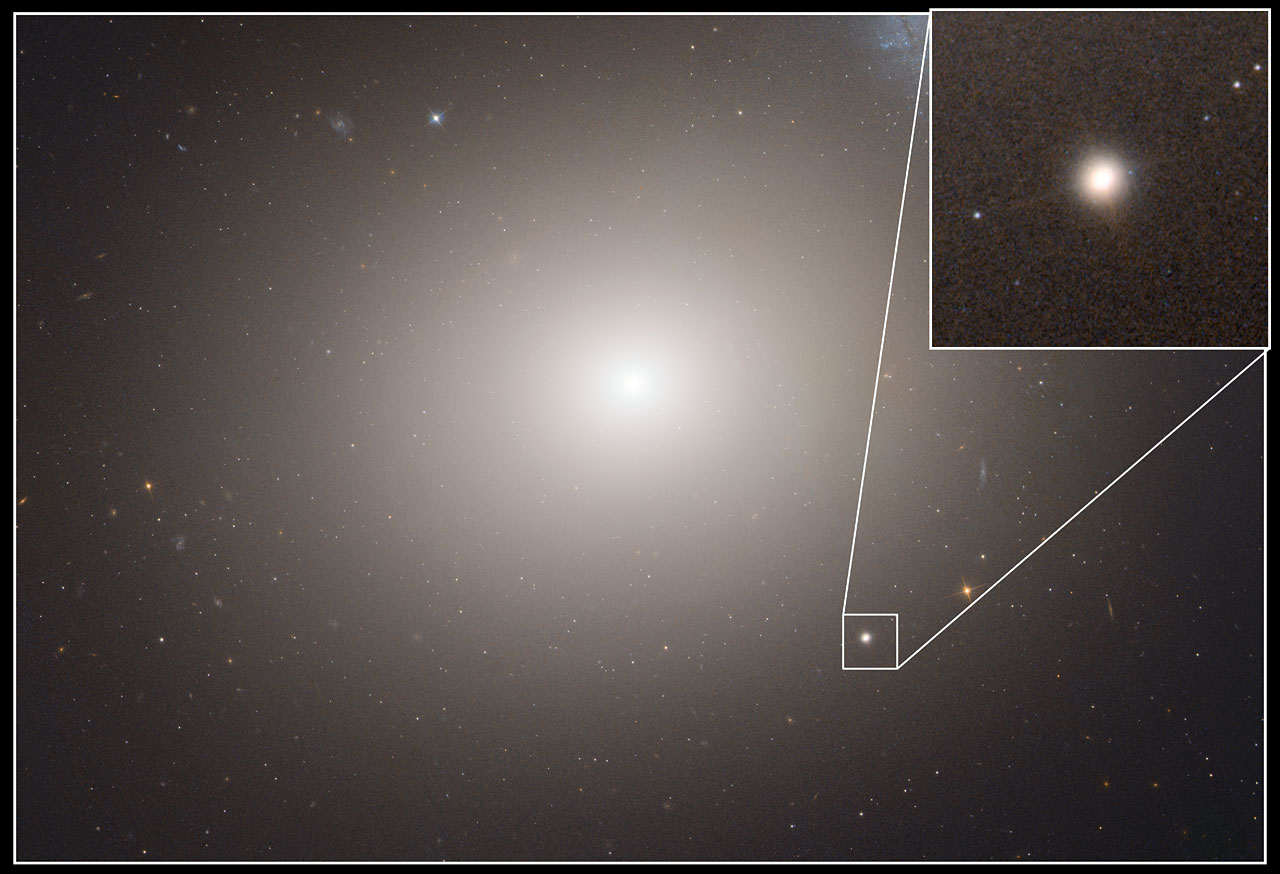
Hubble-Aufnahme von Messier 60 und M60-UCD1, einer ultrakompakten Zwerggalaxie und Begleiterin von Messier 60

Am 28. Januar 2004 wurde in M 60 eine Supernova vom Typ Ia (SN 2004W) mit einer Helligkeit größer als 18,8 mag durch das Lick Observatory Supernova Search (LOSS) entdeckt.
Anfang 2008 gelang es einem Team aus amerikanischen und italienischen Forschern, die Masse des Schwarzen Loches im Zentrum der Galaxie zu bestimmen. Dazu maßen sie mit Hilfe des Röntgensatelliten Chandra die Temperatur des heißen Gases im Zentrum von M 60, woraus man indirekt die Masse des Schwarzen Lochs ableiten kann (je heißer das Gas, desto schwerer das Schwarze Loch). Das Schwarze Loch hat demnach eine Masse von 3,4 Milliarden Sonnenmassen, was mehr als dem Tausendfachen des Schwarzen Loches im Zentrum unserer Milchstraße entspricht.
Die Begleitgalaxie M60-UCD1, eine ultrakompakte Zwerggalaxie, die 22.000 Lichtjahre von M 60 entfernt ist und die innerhalb eines Durchmessers von nur 300 Lichtjahren ca. 140 Millionen Sterne enthält. Somit ist sie die dichteste, bislang bekannte Galaxie. Zudem beherbergt sie, wie 2014 entdeckt wurde, ein supermassives Schwarzes Loch. Wahrscheinlich wurden ihr ein Großteil der Sterne und der äußeren dunklen Materie bei einer Kollision mit M 60 vor zehn Milliarden Jahren entrissen.